# 75 Murray Street
El edificio 75 Murray Street (en inglés: 75 Murray Street Building) es un edificio histórico ubicado en Nueva York, Nueva York. El Edificio 75 Murray Street se encuentra inscrito  en el Registro Nacional de Lugares Históricos desde el 3 de abril de 1973.  

## Ubicación
El Edificio 75 Murray Street se encuentra dentro del condado de Nueva York.